# Jan Schaffartzik
Jan Schaffartzik (* 15. prosince 1987 Opava) je bývalý český fotbalový záložník.

## Klubová kariéra
Schaffartzik je odchovancem SFC, ve kterém strávil 23 let.

### SFC Opava
V seniorských kategoriích působil od roku 2006. Z Opavy čtyřikrát hostoval, jmenovitě v Dolním Benešově, Frýdku-Místku, Zábřehu a Hlučíně. Prvoligový debut si připsal dne 21. července 2018 v zápase s pražskou Spartou, který skončil vítězstvím Sparty 2:0. Dne 31. srpna 2021 mu SFC ukončilo smlouvu.

### 1. SK Prostějov
Dne 8. srpna 2021 přišel jako volný hráč do Prostějova. Za 2,5 roku odehrál 66 zápasů a připsal si 10 branek.

Po konci profesionální kariéry hrál jarní část sezony 2023/24 v Havířově. Po sezoně se nedohodl na podmínkách další smlouvy. V létě 2024 přestoupil do divizního Petřvaldu na Moravě, kde následující zimu skončil.